# Roberto Giammanco
Roberto Giammanco (Pisa, 25 febbraio 1926 – Roma, 16 aprile 2013) è stato un sociologo, storico, saggista, traduttore e documentarista italiano.
Si è dedicato per lunghi anni allo studio delle dinamiche sociopsicologiche, dei paradigmi culturali e della comunicazione di massa, con particolare interesse per le minoranze, l'emarginazione e i movimenti politici e religiosi antagonistici.
Studioso della società americana, ne ha indagato molteplici aspetti: dall'industria culturale di massa ai movimenti politico-religiosi, dalle dinamiche dei ghetti al movimento afroamericano per i diritti umani, dalla contestazione studentesca nelle università all'espressione ideologica dei "comics".
Ha inoltre pubblicato saggi e realizzato documentari sull'America Latina, sulle Repubbliche islamiche dell'ex Unione Sovietica, sulla Rivoluzione islamica iraniana, sulla condizione sociale della minoranza occitanica e dei Rom in Italia.
Per quanto si sia sempre professato ateo, è stato attento osservatore dei fenomeni religiosi riguardo ai meccanismi di controllo sociale, acquisendo profonde conoscenze sugli aspetti storici e teologici dei tre monoteismi, tematiche alle quali si collegano molte delle sue opere.

## Biografia e carriera
Laureato in Filosofia e in Storia Moderna presso l'Università degli Studi di Pisa, Fulbright scholar, Lecturer e PhD Candidate alla Columbia University di New York, ha ottenuto borse di ricerca a Francoforte (1953-54), dove ha avuto modo di formarsi presso la Scuola di Francoforte con Theodor Adorno, e in Spagna (1953).
Nel 1955 ha tradotto Il Leviatano di Thomas Hobbes, curandone anche il saggio introduttivo (Torino, UTET), che per molti anni è stato un punto fondamentale di riferimento per gli studiosi italiani dell'opera e del pensiero del filosofo britannico vissuto tra XVI e XVII secolo.
Negli anni 1956-57 ha tenuto corsi di Storia moderna per la sede italiana della University of Maryland. Ha insegnato per lunghi anni alla Wayne State University e al Macomb Warren Community College (Detroit, Michigan). Ha tenuto numerosissimi seminari e corsi presso prestigiose istituzioni internazionali a Lima (Perù), Rio de Janeiro (Brasile) ed alla Columbia University di New York.
Nei primi anni sessanta contribuì con vari studi e saggi, insieme ad altri importanti autori quali Umberto Eco, Elio Vittorini, Oreste Del Buono, Gioacchino Forte, Rinaldo Traini, Ranieri Carano, sia pure con diversi strumenti di analisi, a dare avvio a quel disgelo culturale nei confronti del fumetto che ebbe la sua legittimazione negli immediati anni successivi e che - in parallelo con il fotoromanzo, al quale ha dedicato nel 1977 un lungo documentario per la RAI - influenzò profondamente la storia del costume italiano degli anni sessanta e settanta.
Il primo dei suoi molteplici saggi sulla società statunitense è stato il Dialogo sulla società americana (Torino, Einaudi, 1964), cui sono state dedicate numerose recensioni in Italia ed all'estero, aprendo un vivace confronto tra gli studiosi. Ristampato nel 1995 da La Nuova Italia, il saggio è ancora oggi considerato dalla critica come una delle analisi più originali ed approfondite, tra gli studi europei, della società americana.
L'anno seguente ha pubblicato Gulp! Il sortilegio a fumetti (Milano, Mondadori, 1965) che aprì il dibattito sulla storia dei comics americani e sulla loro influenza nella nascita della cultura di massa. Il tema è stato ripreso ed aggiornato in Immagini, vignette, visioni. Comics americani nel postmoderno (Firenze, La Nuova Italia, 1991).
Ha pubblicato numerosi saggi e articoli su riviste scientifiche e di cultura, soprattutto italiane e americane. È stato opinionista e recensore su svariate pubblicazioni, collaborando con quotidiani e periodici di storia moderna e di sociologia. Per il Terzo Programma radio della RAI ha curato varie rassegne e sceneggiati radiofonici su temi storici e di critica sociale.
Si è occupato con grande partecipazione, anche diretta, del problema dei neri negli Stati Uniti nel periodo dal 1960 al 1975.
In particolare sulla figura di Malcolm X, del quale è stato uno dei maggiori studiosi internazionali oltre che amico personale, ha curato il saggio introduttivo e la traduzione della Autobiografia di Malcolm X (Torino, Einaudi, 1967) e de Gli ultimi discorsi di Malcolm X (Torino, Einaudi, 1968 e 1995). Nel 1994, a quasi trent'anni dall'assassinio del "Rosso di Detroit", ha pubblicato Malcolm X. Rifiuto, sfida, messaggio (Bari, Dedalo).
Queste opere, assieme ad altre sullo stesso argomento (vedi Bibliografia) sono state e rimangono documenti essenziali per la comprensione dei movimenti neri negli Stati Uniti durante gli anni sessanta/settanta.
Ha diretto ricerche interdisciplinari sulla condizione India in Messico, Guatemala, Perù, sulle riserve dei Pueblos e dei Navajo negli Stati Uniti, sui chicanos della California, dedicando a queste realtà numerosi saggi su riviste scientifiche e di cultura, nonché vari documentari per la RAI ed altre reti televisive estere, da lui stesso realizzati. Ha curato anche gli inserti: La repubblica della morte, in L'Espresso, 30.9.1973, con fotografie di Paolo Mercadini; Dura da secoli il silenzio degli Indios, in Epoca, ottobre 1973, con foto di Mario De Biasi.
Nel 1978 ha curato alcune voci per Il Mondo contemporaneo. Storia del Nord America. Vol. V  edito da La Nuova Italia.
Alle repubbliche asiatiche dell'ex Unione Sovietica (Uzbekistan, Tadzikistan, Kazakhstan, Kirghisia, Turkmenia, Azerbajdzan) ed in specifico ai temi della segregazione femminile, del complesso mosaico etnico della regione e dei violenti processi di emancipazione seguiti alla Rivoluzione d'Ottobre, ha dedicato un lungo documentario televisivo in cinque puntate curato nel 1983 ed intitolato, La più lunga frontiera dell'Islam, come il libro dal titolo omonimo apparso in contemporanea, corredato da una ricca documentazione fotografica dell'autore (Bari, De Donato).
Nel 1985, ha curato il documentario televisivo di due ore La Rivoluzione antica, sulla rivoluzione iraniana che ebbe inizio nel 1979 e che trasformò la millenaria monarchia persiana in una Repubblica islamica, realizzando anche un'intervista in esclusiva mondiale con il suo ispiratore, divenutone capo politico e spirituale, l'Ayatollah Ruhollah Khomeyni, pubblicata sul settimanale Epoca (1º marzo 1985), anch'essa con fotografie dell'autore.
Tutti questi lavori sono stati il risultato di uno studio a vasto raggio sul fondamentalismo e sui problemi della modernizzazione in tessuti sociali fortemente tradizionalistici.
La questione dei movimenti politico-religiosi negli Stati Uniti è stata sviluppata ne L'Immaginario al potere. Religione, media e politica nell'America reaganiana (Roma, Pellicani Editore, 1990) e nel saggio "Fondamentalismo in bianco e nero. Nazione sotto Dio e Chiesa afro-americana in:  Ai quattro angoli del fondamentalismo: movimenti politico-religiosi nella loro tradizione, epifania, protesta, regressione, a cura di Roberto Giammanco (Firenze, La Nuova Italia, 1993).
Ha inoltre rivolto particolare attenzione alla "questione palestinese", cui ha dedicato svariate recensioni ed interventi.
Il 3 maggio 2010, in occasione della giornata d'apertura del XXXII Convegno Internazionale di Americanistica, una cospicua parte della sua biblioteca personale (oltre 4000 volumi), insieme ad altro materiale documentaristico originale, sono stati donati al Centro studi americanistici Circolo Amerindiano di Perugia presso il quale è stato costituito il "Fondo Roberto Giammanco" ospitato nella sala a lui dedicata.
Diplomato in pianoforte al Conservatorio di Firenze, ha ampliato i suoi interessi anche nell'ambito della musica classica, con particolare riferimento a Beethoven, Chopin e Brahms, rivolgendo altresì la sua attenzione ai presunti "messaggi subliminali" della musica Rock e di alcuni suoi protagonisti.

## Opere
- Thomas Hobbes, Il Leviatano – Torino, UTET, 1955. Traduzione e saggio introduttivo di Roberto Giammanco
- Sull'inautenticità del memoriale antigesuitico attribuito a Benito Arias Montano, in 'Archivum historicum S.J., vol. XXVI', 1957
- Dialogo sulla società americana – Torino, Einaudi, 1964, Firenze, La Nuova Italia, 1995
- Gulp! Il sortilegio a fumetti – Milano, Mondadori, 1965
- Charles E. Silberman, Crisi in bianco e nero. Il problema negro negli Stati Uniti – Torino, Einaudi, 1965. Saggio introduttivo di Roberto Giammanco
- Hal Draper, La rivolta di Berkeley - Torino, Einaudi, 1965. Traduzione e saggio introduttivo di Roberto Giammanco
- L' American Way of Death. Missili e cari estinti - in 'Giovane critica' 12, estate 1966
- Autobiografia di Malcolm X – Traduzione e saggio introduttivo di Roberto Giammanco, Torino, Einaudi, 1967
- Black Power: Potere Negro. Analisi e testimonianze – Bari, Laterza, 1967
- Voci negre dal carcere – a cura di Roberto Giammanco, Bari, Laterza, 1968; edizione USA: R. Giammanco, 'Black voices from prison, N.Y.', Pathfinder Press, 1970
- Stokeley Carmichael, Charles Hamilton, Strategia del Potere Negro – Bari, Laterza, 1968. Traduzione e saggio introduttivo di Roberto Giammanco
- AA.VV., L'idea degli antenati. Poesie del Black Power – Roma, Lerici editrice, 1968, Camerano, Gwynplaine, 2013. Saggio introduttivo di Roberto Giammanco
- Ultimi discorsi di Malcolm X – Torino, Einaudi, 1968. Traduzione e saggio introduttivo di Roberto Giammanco
- Daniel Georgakas, Ombre rosse. Le tribù indiane in America – Roma, Edizioni RAI, 1968. Prefazione di Roberto Giammanco
- Albert B. Cleage, Il Messia negro – Bari, Laterza, 1969. Introduzione di Roberto Giammanco
- Vernon Parrington, Storia della cultura americana – Torino, Einaudi, 1970. Traduzione e prefazione di Roberto Giammanco
- L'opposizione americana alla guerra del Vietnam – in 'Vietnam: Guerra di popolo contro l'imperialismo americano', Roma, Alfani Editore, 1972
- Autobiografia di Malcolm X – Traduzione e saggio introduttivo di Roberto Giammanco, Torino, Einaudi, 1967
- La più lunga frontiera dell'Islam – Bari, De Donato, 1983. Le fotografie sono dell'autore
- Erwin Goffman, Stigma. L'identità negata – Milano, Giuffrè Editore, 1983. Traduzione di Roberto Giammanco
- Le vacche rosse del fondamentalismo. Potere e trasfigurazione dell'immaginario religioso nell'America reaganiana – in 'Invarianti', anno III, autunno-inverno 1989-90
- Un videogame intitolato Intifada. Conversazione con Israel Shahak e Nabil Abraham – in “Invarianti”, anno III, autunno-inverno 1989-90
- L'immaginario al potere: religione, media e politica nell'America reaganiana – Roma, Pellicani Editore, 1990
- Immagini, vignette, visioni: comics americani nel postmoderno – Firenze, La Nuova Italia, 1991
- Fondamentalismo in bianco e nero. Nazione sotto Dio e Chiesa afro-americana – in 'Ai quattro angoli del fondamentalismo: movimenti politico-religiosi nella loro tradizione, epifania, protesta, regressione', a cura di Roberto Giammanco, Firenze, La Nuova Italia, 1993
- Malcolm X: rifiuto, sfida, messaggio – Bari, Dedalo, 1994
- L'Inquisizione, insuperabile modello di dominio sociale – in Atti del Convegno 'Memoria di Giordano Bruno 1600-2000', Roma, 7-8-marzo 2000
- Israel Shamir, Carri armati e ulivi della Palestina. Il fragore del silenzio – Pistoia, C.R.T. Editrice, 2002; traduzioni di Roberto Giammanco
- Aspettando la giovenca rossa sulla via di Armageddon. L'epifania dell'immaginario cristiano-sionista, in 'Hortus musicus', anno III, n.11, luglio-settembre 2002
- Prologo in cielo, missioni di guerra e di razza, genocidi occulti e palesi, immaginari della democrazia per il dominio del mondo, in 'Hortus Musicus', anno V, n. 19, luglio-settembre 2004
- Missione politico-religiosa , schiavitù ed etnocidi negli Stati Uniti d'America, Atti del XXXII Convegno Internazionale di Americanistica, Perugia, 3-10 maggio 2010

## Documentari televisivi RAI
- Black Power in action – documentario di un'ora filmato negli Stati Uniti, 1969. Questo documentario non venne mai mandato in onda, nonostante una pressante campagna di stampa e il materiale unico che conteneva - DOVE SI PUO' VEDERLO??
- Indios – documentario di tre ore realizzato in Messico, 1970-71
- Noi Indiani Pueblos – documentario di quattro ore girato nelle riserve indiane del New Mexico, Colorado, Arizona, 1971-72
- La civiltà occitanica – documentario di due ore sulla minoranza occitanica in Italia, 1971
- I giorni del Guatemala – documentario di due ore girato in Guatemala, 1973
- I fantasmi della pampa – documentario di due ore girato in Perù, 1974
- Chicanos della California – documentario di un'ora sulle condizioni sociali dei Chicanos, 1974
- Il tempo libero – documentario in tre puntate (di trenta minuti l'una), programma sperimentale per le trasmissioni per gli adulti realizzato in Calabria e a Milano.
- Licenza di ridere USA – documentario di un'ora realizzato negli Stati Uniti in collaborazione con Luciano Michetti Ricci, 1977
- Cronache della città violenta: Detroit – documentario di un'ora realizzato negli Stati Uniti, 1977
- Con gli altri: il fotoromanzo – documentario di tre ore realizzato in Italia, 1977-78
- Documentario ufficiale per l'anno internazionale del bambino – documentario di una puntata di un'ora e quattro interventi filmati di quindici minuti l'uno, realizzato per il Comune di Modena, 1980
- Storie del ghetto verticale – documentario di due puntate di 35 minuti l'una sulla condizione giovanile a Torino, realizzato per il Comune di Torino, 1980-81
- La più lunga frontiera dell'Islam – documentario di cinque ore girato nelle Repubbliche islamiche dell'Asia centrale sovietica in coproduzione RAI-Gosteleradio, 1980-81-82, e andato in onda nel 1983
- La Rivoluzione antica – documentario di due ore con un'intervista in esclusiva mondiale con l'Ayatollah Khomeyni, girato in Iran nel 1985. L'intervista è stata pubblicata anche sul settimanale Epoca (1º marzo 1985).